# لويس لوبيز (لاعب كرة قدم، مواليد 2001)
لويس فيديريكو لوبيز أندوجار (بالإسبانية: Luis Federico López Andúgar ؛ مواليد 8 مايو 2001) هو لاعب كرة قدم محترف إسباني يلعب كحارس مرمى مع نادي ديبورتيفو ميرانديس الإسباني.

## وصلات خارجية
- لويس لوبيز (لاعب كرة قدم، مواليد 2001) على موقع الاتحاد الأوربي (الإنجليزية)
- لويس لوبيز (لاعب كرة قدم، مواليد 2001) على موقع إي إس بي إن إف سي (الإنجليزية)
- لويس لوبيز (لاعب كرة قدم، مواليد 2001) على موقع قاعدة بيانات كرة القدم.إي يو (الإنجليزية)
- لويس لوبيز (لاعب كرة قدم، مواليد 2001) على موقع Soccerbase.com (لاعب) (الإنجليزية)
- لويس لوبيز (لاعب كرة قدم، مواليد 2001) على موقع Soccerway.com (الإنجليزية)
- لويس لوبيز (لاعب كرة قدم، مواليد 2001) على موقع عالم كرة القدم.نت (الإنجليزية)